# Bobby Hutchins
Robert E. „Bobby“ Hutchins (* 29. März 1925 in Tacoma, Washington, USA; † 17. Mai 1945 in Merced, Kalifornien) war ein US-amerikanischer Filmschauspieler.

## Leben
Über die Herkunft von Bobby Hutchins ist wenig bekannt. Laut Jackie Cooper, seinem Schauspielkollegen bei den Kleinen Strolchen, wurde Hutchins von einem strengen Vater erzogen, der seinen Sohn unter allen Umständen zum Star machen wollte und ihn deshalb angeblich sogar geschlagen habe. Auch habe sein Vater dem Jungen den Kontakt zu anderen Kindern untersagt. Bereits mit zwei Jahren stand Hutchins 1927 für den 20-minütigen Stummfilm Baby Brother von den Kleinen Strolchen vor der Kamera. Unter dem Spitznamen Wheezer, der auf sein stürmisches Temperament am Filmset schloss, gehörte Hutchins bald zu den populärsten Mitgliedern der Kleinen Strolche und schaffte dort Ende der 1920er-Jahre auch den Übergang zum Tonfilm. Er stand danach bis zu seinem achten Lebensjahr in 85 Episoden der Kleinen Strolche vor der Kamera, bis 1933 mit Mush and Milk seine Zeit bei den Kleinen Strolchen beendet war. 
Anschließend drehte er nur noch den Kurzfilm Pie for Two (1933), ehe er sich mit nur acht Jahren aus dem Filmgeschäft zurückzog. Nach der Scheidung der Eltern zog Hutchins mit seiner Mutter von Kalifornien zurück nach Washington State, wo Hutchins in seiner Geburtsstadt Tacoma die Schule besuchte, und 1943 seinen Abschluss am College erlangte.
Im August desselben Jahres verpflichtete er sich bei der United States Army, wurde jedoch die meiste Zeit im Innendienst eingesetzt. Zu aktiver Teilnahme an Kampfhandlungen in Übersee kam es nicht. 1944 begann Hutchins seine Ausbildung zum Piloten und wurde in Merced (Kalifornien) stationiert. Im Rahmen seiner letzten Flugstunde, am 17. Mai 1945, kam es zur Katastrophe, als Hutchins, der zu diesem Zeitpunkt bereits allein in seinem Cockpit saß, mit seiner Martin B-26 auf den Flughafen von Merced stürzte. Der 20-jährige Hutchins war auf der Stelle tot. Sein Leichnam wurde danach nach Seattle überführt, wo er heute begraben liegt.